# باشگاه فوتبال کاتالر تویاما
باشگاه فوتبال کاتالر تویاما ژاپنی: カターレ富山 باشگاه فوتبالی در شهر استان تویاما، ژاپن است که در جی‌لیگ ۳ بازی می‌کند. این باشگاه در سال ۲۰۰۷ میلادی پایه‌گذاری شده است.